# Champfromier

Champfromier este o comună în departamentul Ain din estul Franței.